# Tabernaemontana attenuata
Tabernaemontana attenuata là một loài thực vật có hoa trong họ La bố ma. Loài này được (Miers) Urb. miêu tả khoa học đầu tiên năm 1915.